# Ел Ранчито (Нопалукан)
Ел Ранчито (шп. El Ranchito) насеље је у Мексику у савезној држави Пуебла у општини Нопалукан. Насеље се налази на надморској висини од 2380 м.

## Становништво
Према подацима из 2005. године у насељу је живело 8 становника.

### Хронологија
| Година       | 2005 |
| ------------ | ---- |
| Становништво | 8    |

### Попис
| # | Индикатор                        | Вредност |
| - | -------------------------------- | -------- |
| 1 | Укупно појединачних домаћинстава | 2        |